# Дон МакДермотт
Дональд "Дон" Джозеф МакДермотт  (англ. Donald "Don" Joseph McDermott; нар. 7 грудня 1929, Бронкс, Нью-Йорк — 1 листопада 2020) — американський ковзаняр, срібний призер Олімпіади 1952.

## Виступ на Олімпіаді
На Зимових Олімпійських іграх 1952 були відсутні найсильніші в світі спринтери з Радянського Союзу Юрій Сергєєв і Євген Грішин. За їх відсутності на дистанції 500 м боротьба за медалі точилася між американськими і норвезькими ковзанярами.
В забігу третьої пари Дон МакДермотт показав час 43,9 сек, випередивши на 0,1 сек норвежця Арне Йогансена. Цей час довго був кращим результатом, але в 14-й парі забігу американець Кеннет Генрі показав кращий час цього дня 43,2 сек і став олімпійським чемпіоном, залишивши МакДермотта на другому місці.